# Steve Davis (snookerjátékos)
Steve Davis (London, 1957. augusztus 22. –) hivatásos angol snookerjátékos.
A sportág történetének legtöbb címét elnyerő játékosa, többek között hatszoros világbajnok az 1980-as években. Ezen felül Tony Meo oldalán páros világbajnok, illetve Anglia színeiben négyszeres világkupa-győztes.
Davis legnagyobb sikereit a '80-as években érte el, amikor hét évig volt a snooker legnagyobb alakja és nyolcszor jutott világbajnoki döntőbe; akkor vált a sportág első milliomosává. Bár 1997 óta nem nyert komolyabb címet, Davis továbbra is magas szinten űzi a snookert, ami 50 éves kor felett szokatlan.

## Külső hivatkozások
- Yahoo
- Sporting Life
- Portré Davisről a nemzetisport.hu oldalán